# Bruno Knežević
Bruno Knežević (Čaporice, kod Trilja, 12. ožujka 1915. – Zagreb, 26. ožujka 1982.), hrvatski nogometaš, izbornik i sportski djelatnik.

## Igrač
Bio igrač beogradskog BSK-a, s kojim je osvojio državno prvenstvo 1935. godine, te HAŠK-a iz Zagreba, u razdoblju od 1940. do kraja Drugog svjetskog rata.

## Sportski djelatnik
Po završetku rata prestao je igrati, ali se i dalje posvetio nogometu. Bio je odmah izabran u Stručni odbor Hrvatskog nogometnog saveza, i obavljao je razne dužnosti. Bio je dopredsjednik i tajnik, pa član U.O.

### Izbornik
Bio je dio izborničke komisije zajedno s Leom Lemešićem i Franjom Wölflom koji su vodili hrvatsku reprezentaciju koja je pobijedila Indoneziju (5:2). Bila je to jedina međunarodna utakmica koju je hrvatska reprezentacija odigrala u vrijeme dok je bila sastavni dio Jugoslavije.

### Predsjednik
Od 1968. do 1971. bio je predsjednik HNS-a. Bio je prvi i jedini predsjednik, koji je nekada bio profesionalni nogometaš, do 1998. godine i predsjednika Vlatka Markovića.
Dobitnik je najviše nagrade Hrvatskog nogometnog saveza, Trofej podmlatka, 1980. godine.
| Predsjednici Hrvatskog nogometnog saveza | Predsjednici Hrvatskog nogometnog saveza |
| --- | ---------------------------------------- |
| |                                          |
| prof. dr. Milovan Zoričić (1912. – 1914.) • Dimitrije Magarašević (1914.) • Vladimir Očić (1918.) • dr. Milan Graf (1918. – 1919.) • dr. Ivo Kraljević (1939. – 1941.) • dr. Rudolf Hitrec (1941. – 1942.) • Vatroslav Petek (1942. – 1945.) • dr. Rinaldo Čulić (1945.) • Mijo Hršak (1945. – 1946.) • Ratko Viličić (1946. – 1947.) • Lazo Vračarić (1947. – 1950.) • inž. Boris Bakrač (1950. – 1953.) • Vlado Ranogajec (1953. – 1957.) • Mirko Oklobdžija (1957. – 1959.) • Pero Splivalo (1959. – 1965.) • Luka Bajakić (1965. – 1968.) • Bruno Knežević (1968. – 1971.) • Ivan Kolić (1971. – 1976.) • Vlado Bogatec (1976. – 1978.) • Ljubo Španjol (1978. – 1981.) • Željko Huber (1981. – 1982.) • Dušan Veselinović (1982. – 1984.) • Milivoj Ražov (1984. – 1985.) • Adam Sušanj (1985.) • Antun Ćilić (1985. – 1988.) • Paško Viđak (1988. – 1990.) • dr. Mladen Vedriš (1990. – 1994.) • dr. Damir Matovinović (v.d.) (1994. – 1995.) • Đuro Brodarac (1995.) • Nadan Vidošević (1995. – 1996.) • dr. Josip Šoić (1996. – 1997.) • Branko Mikša (1997. – 1998.) • Vlatko Marković (1998. – 2012.) • Davor Šuker (2012. – 2021.) • Marijan Kustić (od 2021.) |                                          |

| Predsjednici Hrvatskog nogometnog saveza | Predsjednici Hrvatskog nogometnog saveza |
| --- | ---------------------------------------- |
| |                                          |
| prof. dr. Milovan Zoričić (1912. – 1914.) • Dimitrije Magarašević (1914.) • Vladimir Očić (1918.) • dr. Milan Graf (1918. – 1919.) • dr. Ivo Kraljević (1939. – 1941.) • dr. Rudolf Hitrec (1941. – 1942.) • Vatroslav Petek (1942. – 1945.) • dr. Rinaldo Čulić (1945.) • Mijo Hršak (1945. – 1946.) • Ratko Viličić (1946. – 1947.) • Lazo Vračarić (1947. – 1950.) • inž. Boris Bakrač (1950. – 1953.) • Vlado Ranogajec (1953. – 1957.) • Mirko Oklobdžija (1957. – 1959.) • Pero Splivalo (1959. – 1965.) • Luka Bajakić (1965. – 1968.) • Bruno Knežević (1968. – 1971.) • Ivan Kolić (1971. – 1976.) • Vlado Bogatec (1976. – 1978.) • Ljubo Španjol (1978. – 1981.) • Željko Huber (1981. – 1982.) • Dušan Veselinović (1982. – 1984.) • Milivoj Ražov (1984. – 1985.) • Adam Sušanj (1985.) • Antun Ćilić (1985. – 1988.) • Paško Viđak (1988. – 1990.) • dr. Mladen Vedriš (1990. – 1994.) • dr. Damir Matovinović (v.d.) (1994. – 1995.) • Đuro Brodarac (1995.) • Nadan Vidošević (1995. – 1996.) • dr. Josip Šoić (1996. – 1997.) • Branko Mikša (1997. – 1998.) • Vlatko Marković (1998. – 2012.) • Davor Šuker (2012. – 2021.) • Marijan Kustić (od 2021.) |                                          |

| Glavni tajnici Hrvatskog nogometnog saveza | Glavni tajnici Hrvatskog nogometnog saveza |
| ------------------------------------------ | --- |
|                                            | |
| Glavni tajnici                             | Zvonimir Klobučar (1914. – 1918.) • Fran Šuklje i Janko Justin (1918. – 1919.) • Bogdan Cuvaj, Julije Frangen i Velimir Lamza (1939. – 1940.) • Viktor Mašek, Ivo Šuste i Mijo Hršak (1940.) • Valent Malović i Josip Šikić (1940. – 1941.) • Vatroslav Petek (1941.) • Julije Frangen (1941. – 1943.) • Rudolf Sabljak i Božidar Žabčić (1943.) • Stjepan Sandia, Nikola Zdunić i Danko Tuzlanić (1943. – 1945.) • Bruno Knežević (1945. – 1949.) • Rudolf Sabljak (1945. – 1947.) • Božidar Žapčić (1945. – 1948.) • Ivan Barišić (1949. – 1950.) • Mirko Oklobdžija (1950. – 1957.) • Vlado Bogatec (1957. – 1965.) • Boris Tepšić (1959. – 1965.) • Ante Pavlović (1962. – 1981.) • prof. Marko Jurić (1981. – 1990.) • Duško Grabovac (1990. – 1995.) • Ante Pavlović (v.d.) (1995. – 1996.) • Josip Čop (1996. – 1998.) • Zorislav Srebrić (1998. – 2012.) • Damir Vrbanović (izvršni direktor 2012. – 2019.) • Marijan Kustić (izvršni direktor 2019. – 2021.) • Tomislav Svetina (izvršni direktor 2021. – 2024.; glavni tajnik od 2024.) |

| Glavni tajnici Hrvatskog nogometnog saveza | Glavni tajnici Hrvatskog nogometnog saveza |
| ------------------------------------------ | --- |
|                                            | |
| Glavni tajnici                             | Zvonimir Klobučar (1914. – 1918.) • Fran Šuklje i Janko Justin (1918. – 1919.) • Bogdan Cuvaj, Julije Frangen i Velimir Lamza (1939. – 1940.) • Viktor Mašek, Ivo Šuste i Mijo Hršak (1940.) • Valent Malović i Josip Šikić (1940. – 1941.) • Vatroslav Petek (1941.) • Julije Frangen (1941. – 1943.) • Rudolf Sabljak i Božidar Žabčić (1943.) • Stjepan Sandia, Nikola Zdunić i Danko Tuzlanić (1943. – 1945.) • Bruno Knežević (1945. – 1949.) • Rudolf Sabljak (1945. – 1947.) • Božidar Žapčić (1945. – 1948.) • Ivan Barišić (1949. – 1950.) • Mirko Oklobdžija (1950. – 1957.) • Vlado Bogatec (1957. – 1965.) • Boris Tepšić (1959. – 1965.) • Ante Pavlović (1962. – 1981.) • prof. Marko Jurić (1981. – 1990.) • Duško Grabovac (1990. – 1995.) • Ante Pavlović (v.d.) (1995. – 1996.) • Josip Čop (1996. – 1998.) • Zorislav Srebrić (1998. – 2012.) • Damir Vrbanović (izvršni direktor 2012. – 2019.) • Marijan Kustić (izvršni direktor 2019. – 2021.) • Tomislav Svetina (izvršni direktor 2021. – 2024.; glavni tajnik od 2024.) |

| Izbornici hrvatske nogometne reprezentacije | Izbornici hrvatske nogometne reprezentacije |
| --- | ------------------------------------------- |
| |                                             |
| 1918. – 1919. Hugo Kinert \| 1939. – 1941. Jozo Jakopić \| 1941. dr. Rudolf Hitrec \| 1941. – 1943. Bogdan Cuvaj \| 1943. – 1945. Bernard Hügl \| 1956. komisija Bruno Knežević/Leo Lemešić/Franjo Wölfl \| 1990. – 1992. Dražan Jerković \| 1992. – 1993. Stanko Poklepović \| 1993. – 1994. Vlatko Marković \| 1994. – 2000. Miroslav Blažević \| 1994. Tomislav Ivić \| 2000. – 2002. Mirko Jozić \| 2002. – 2004. Otto Barić \| 2004. – 2006. Zlatko Kranjčar \| 2006. – 2012. Slaven Bilić \| 2012. – 2013. Igor Štimac \| 2013. – 2015. Niko Kovač \| 2015. – 2017. Ante Čačić \| od 2017. Zlatko Dalić |                                             |

| Izbornici hrvatske nogometne reprezentacije | Izbornici hrvatske nogometne reprezentacije |
| --- | ------------------------------------------- |
| |                                             |
| 1918. – 1919. Hugo Kinert \| 1939. – 1941. Jozo Jakopić \| 1941. dr. Rudolf Hitrec \| 1941. – 1943. Bogdan Cuvaj \| 1943. – 1945. Bernard Hügl \| 1956. komisija Bruno Knežević/Leo Lemešić/Franjo Wölfl \| 1990. – 1992. Dražan Jerković \| 1992. – 1993. Stanko Poklepović \| 1993. – 1994. Vlatko Marković \| 1994. – 2000. Miroslav Blažević \| 1994. Tomislav Ivić \| 2000. – 2002. Mirko Jozić \| 2002. – 2004. Otto Barić \| 2004. – 2006. Zlatko Kranjčar \| 2006. – 2012. Slaven Bilić \| 2012. – 2013. Igor Štimac \| 2013. – 2015. Niko Kovač \| 2015. – 2017. Ante Čačić \| od 2017. Zlatko Dalić |                                             |

| Hrvatska nogometna reprezentacija 1956. | Hrvatska nogometna reprezentacija 1956. |
| --- | --------------------------------------- |
| |                                         |
| Ante Vulić • Svemir Delić • Stane Krstulović • Ante Vidošević • Vladimir Klaić • Željko Matuš • Ante Žanetić • Aleksandar Benko • Dražan Jerković • Ivan Medle • Sulejman Rebac • Joško Vidošević • izbornička komisija: Bruno Knežević / Leo Lemešić / Franjo Wölfl |                                         |

| Hrvatska nogometna reprezentacija 1956. | Hrvatska nogometna reprezentacija 1956. |
| --- | --------------------------------------- |
| |                                         |
| Ante Vulić • Svemir Delić • Stane Krstulović • Ante Vidošević • Vladimir Klaić • Željko Matuš • Ante Žanetić • Aleksandar Benko • Dražan Jerković • Ivan Medle • Sulejman Rebac • Joško Vidošević • izbornička komisija: Bruno Knežević / Leo Lemešić / Franjo Wölfl |                                         |